# Fabio Rossi
Fabio Rossi (Genova, 6 aprile 1971) è un ex calciatore italiano, di ruolo difensore.

## Biografia
Conta 62 presenze in Serie B con le maglie di Fidelis Andria, Genoa e Pistoiese, 60 in Serie C1 e 156 in Serie C2.
Terminata la carriera agonistica si è dedicato a un'attività commerciale nella discografia. Nel 2014 è rimasto coinvolto con la sua compagna in un naufragio in cui sono morte due persone tra le isole di Lombok e di Komodo in Indonesia, trascorrendo due giorni su una scialuppa di salvataggio.

## Carriera
Cresciuto nel Genoa, passa nella stagione 1990-1991 al Prato, con cui ottiene l'undicesimo posto del Girone A della Serie C2.
La stagione seguente è alla Massese, militante in terza serie, con cui ottiene il quattordicesimo posto del Girone A.
Nella stagione 1992-1993 è in rosa al Genoa, nella massima serie italiana, senza però mai riuscire ad essere impiegato in competizioni ufficiali.
Le successive due stagioni è in forza alla Fidelis Andria, militante in cadetteria. Con i pugliesi ottiene un ottavo ed un dodicesimo posto in campionato.
Inizia la stagione 1995-1996 in forza al Genoa, appena retrocesso in cadetteria, con cui vince l'ultima edizione della Coppa Anglo-Italiana, venendo però ceduto a novembre alla Pistoiese, con cui retrocede in terza serie al termine del campionato.
Nelle due stagioni seguenti è allo Spezia, con cui nella prima annata retrocede dalla terza alla quarta serie, mentre nella seconda raggiunge le finali playoff, valide per la promozione nella serie superiore, perdendole contro l'Arezzo.
Nella stagione 1998-1999 gioca nel Novara, ottenendo la permanenza in quarta serie al termine dei playout.
Le seguenti due stagioni è all'Alessandria, con cui ottiene nella prima la promozione in terza serie al termine dei playoff, retrocedendo però nella successiva.
Nella stagione 2001-2002 passa al Campobasso, militante in quarta serie, con cui retrocede tra i dilettanti al termine del campionato.
L'anno dopo passa al Savona, con cui ottiene il dodicesimo posto del Girone B della Serie C2 2002-2003.
L'anno seguente passa al Derthona, con cui ottiene il secondo posto del Girone B dell'Eccellenza Piemonte-Valle d'Aosta.
Nella stagione 2004-2005 inizia il campionato nell'Armando Picchi di Livorno che lascia per trasferirsi a novembre nella Lavagnese con cui ottiene, nel suo ultimo campionato giocato, il sesto posto del Girone A della Serie D.

## Palmarès

### Club

#### Competizioni nazionali
- Serie C2: 1

Alessandria: 1999-2000